# ФК Сан Лоренцо де Алмагро
ФК Сан Лоренцо де Алмагро (шп. San Lorenzo de Almagro), познат као Сан Лоренцо, аргентински је фудбалски клуб из предграђа Буенос Ајреса.

## Историја
Сан Лоренцо је настао у делу Буенос Ајреса под називом Алмагро. Започело је тако када је свештеник оближње цркве, Лоренцо Маса, наменио део црквеног дворишта деци, који су сваки дан на улици ризиковали да их ударе аутомобили играјући фудбал.
Клуб је званично настао 1908. године, а поред неколико имена одлучено је да се зове Club Atlético San Lorenzo de Almagrо, или једноставно Сан Лоренцо. Клуб није добио назив по свештенику Лоренцу Маси који је присуствовао састанку, већ по Светом Лоренцу (шпански Сан Лоренцо, као и битци код Сан Лоренца, једној од најважнијих победа у борби за независност Аргентине). На крају је уз име додато и Алмагро јер је већина чланова живела у том делу града.
За кратко време клуб је стекао популарност, не само у Буенос Ајресу и Аргентини, већ и у Европи, где је на турнеји по „старом континенту" 1946. године, након победа над Барселоном и репрезентацијама Шпаније и Португалије, проглашаван најбољом екипом на планети. Слично је било и 1968. године када је Сан Лоренцо без пораза освојио аргентинску лигу.
Након периода највећих успеха клуба, крајем седамдесетих година уследила је фудбалска голгота Сан Лоренца. Клуб је био највећа спортска жртва војне диктатуре која је у Аргентини била на снази од 1976. до 1983. године. Од ударца задатог у том периоду, клуб се ни до дана данашњег није у потпуности опоравио. Све је почело када је 1979. године донета одлука да се прода стадион Сан Лоренца, популарни „Гасометро" (надимак добио због великих гасних контејнера у близини стадиона), који се налазио у Боеду. Одлуку је донео тадашњи гувернер Буенос Ајреса Освалдо Каћијаторе који је наредио да се прода земљиште у власништву Сан Лоренца заједно са стадионом, као изговор користећи лоше финансијско стање у клубу.
Преговори су били „успешни", стадион Сан Лоренца продат је за тадашњих 900.000 долара. Од тог тренутка почиње фудбалска голгота Сан Лоренца и његових навијача. Уместо стамбеног насеља које је било планирано да се изгради (или служило као изговор за продају) на месту „Гасометра" саграђен је супермаркет. Земља је за три пута већу цену од куповне препродата француској компанији „Карефур" која је саградила хипермаркет који постоји и данас на Авенији Ла Плата у Боеду. У години када је француска компанија купила земљиште (1981. године) Сан Лоренцо је испао из лиге.
И док су градски званичници из тог доба убирали профит, Сан Лоренцо је започео свој понижавајући подстанарски стаж који је на опште незадовољство навијача окончан тек 1993. године изградњом стадиона у другом делу града. У том периоду Сан Лоренцо је играо по туђим стадионима, укључујући и онај највећих градских ривала, екипе Хуракана. Ова екипа и навијачи често су били предмет сурових провокација везаних за срушени стадион и подстанарски статус. 
Иако је Сан Лоренцо често мењао локације на којима је играо мечеве, база навијача овог клуба остала је у Боеду и Алмагру, крајевима у којем се налазио стадион и у којем је првобитно основан клуб. Све недаће са којима се клуб сусретао само су проузроковале још већу популарност, јер се створила атмосфера у којој су навијачи показивали све већу верност клубу.
Сан Лоренцо је пуних 14 година изнајмљивао стадионе да би коначно 1993. године прешао на новоизграђени стадион „Педро Бидегаин" назван Nuevo Gasоmetro (Нови Гасометро) који је лоциран у насељу Флорес. Иако је ово насеље намењено за средњу класу, стадион се налазио у јужном делу насеља названом Баха Флорес, једном од најозлоглашенијих делова Буенос Ајреса. 
У новембру 2012. године коначно је стигао трачак наде да би Сан Лоренцо могао да се врати на старо место. Аргентина је 2000. године почела да „чешља" уговоре који су склапани у време војне диктатуре, а од 2006. године и да враћа имовину која је на нелегалан, или сумњив начин отуђена од власника. У новембру 2012. године дошао је на ред и случај Сан Лоренца. Одлука о повраћају имовине Сан Лоренцу је донета, али уз услов да овај клуб плати компензацију од 20 милиона долара француском Карфуру.
Од када је постао учесник професионалне фудбалске лиге Аргентине, Сан Лоренцо је освојио укупно 15 титула првака, док су од међународних трофеја најбитнији освајање Копа Либертадорес 2014, Копа Меркосур 2001. и Копа Судамерикана 2002. године.
Сан Лоренцо је познат по бројним надимцима, са којима се идентификују и навијачи тог клуба. Навијачи себе најчешће називају La Gloriosa (сјајни, величанствени). Један од првих надимака самог клуба био је Los Gauchos de Boedo „гаучоси из Боеда" због чињенице да су тридесетеих година 20. века играли фудбалери пореклом из те провинције. Надимак Los Matadores или „убице" настао је 1968. године када је клуб првенство освојио без изгубљене утакмице.

## Успеси
- Прва лига Аргентине:
  - Првак (15)
  - Примера Дивисион: 1923, 1924, 1927, 1933, 1936, 1946, 1959.
  - Метрополитано: 1968, 1972.
  - Насионал: 1972, 1974.
  - Клаусура: 1995, 2001, 2007.
  - Инисијал: 2013.

- Копа Либертадорес
  - Шампион (1): 2014.[9]

- Копа Меркосур
  - Шампион (1): 2001.

- Копа Судамерикана
  - Шампион (1): 2002.

## Занимљивости
Познати навијачи Сан Лоренца су римски папа Фрања и амерички глумац Виго Мортенсен који је део детињства провео у Аргентини. Тарја Турунен, бивша певачица финскe метал групе Најтвиш, такође је велики навијач Сан Лоренца. Сан Лоренцо има и женски фудбалски тим, који је освајао неколико пута првенство.

## Познати фудбалери
- Хосе Луис Чилаверт
- Паоло Монтеро
- Иван Кордоба
- Оскар Руђери
- Фабрисио Колочини
- Пабло Забалета

## Бивши тренери
- Гиљермо Стабиле
- Карлос Билардо
- Алфио Базиле
- Бора Милутиновић
- Мануел Пелегрини